# Zirakpur
Zirakpur là một thị xã và là một nagar panchayat của quận Patiala thuộc bang Punjab, Ấn Độ.

## Nhân khẩu
Theo điều tra dân số năm 2001 của Ấn Độ, Zirakpur có dân số 25.006 người. Phái nam chiếm 57% tổng số dân và phái nữ chiếm 43%. Zirakpur có tỷ lệ 63% biết đọc biết viết, cao hơn tỷ lệ trung bình toàn quốc là 59,5%: tỷ lệ cho phái nam là 69%, và tỷ lệ cho phái nữ là 56%. Tại Zirakpur, 15% dân số nhỏ hơn 6 tuổi.